# Fumetti africani
(Catalogo della 52ª Esposizione Internazionale d'Arte della Biennale di Venezia "Pensa con i sensi senti con la mente l'arte al presente", Marsilio 2007)

## Storia

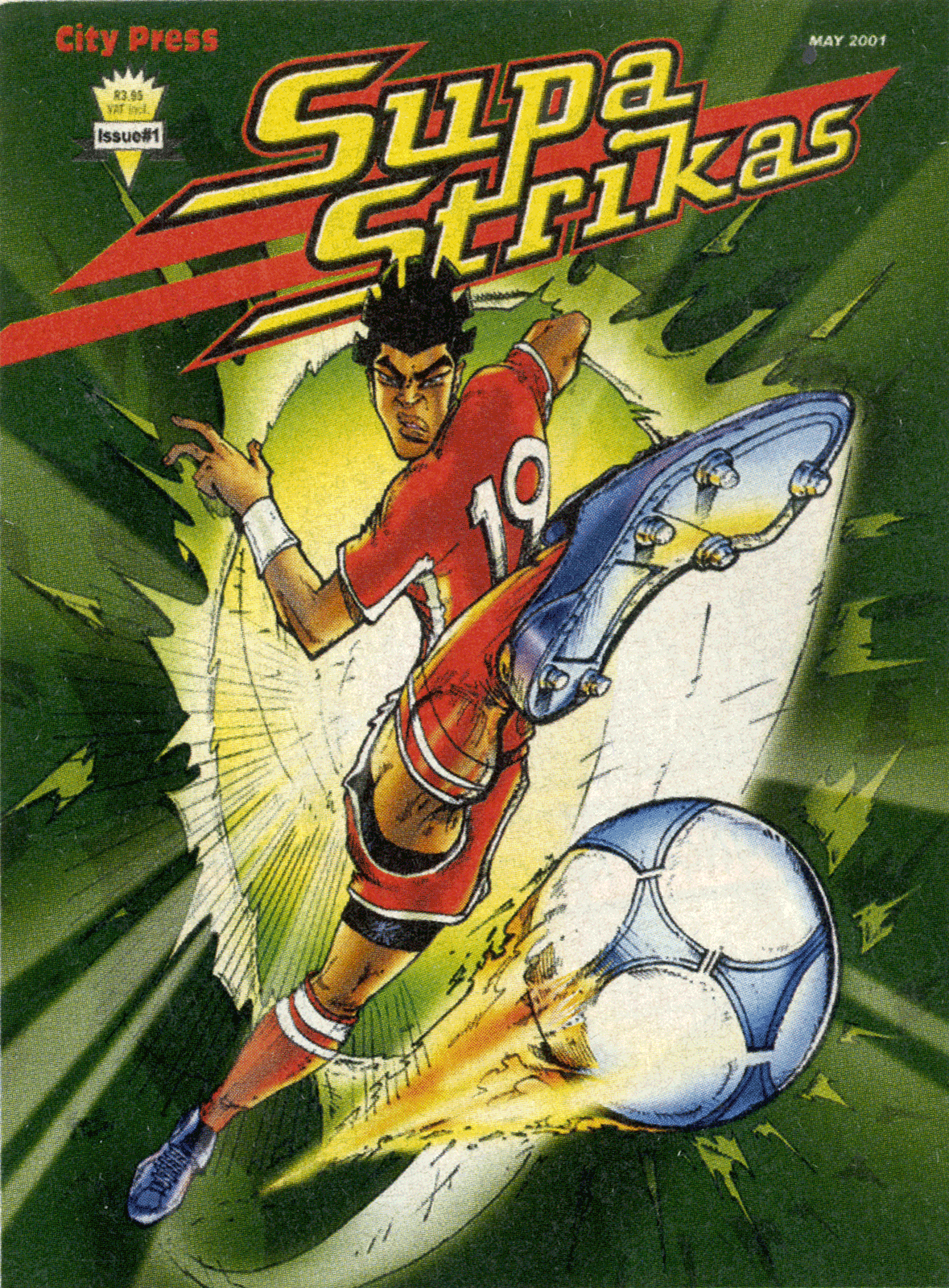
Copertina di Supa Strikas

Il fumetto africano, o meglio l'identità africana dei fumetti ha una storia relativamente recente. Fino al XIX secolo i fumetti che si ritrovavano nelle colonie in Africa provenivano prevalentemente dai paesi colonizzatori, come la Francia. Ciò nonostante, il fumetto africano oggi non può essere ridotto alla semplice colonizzazione culturale da parte di paesi occidentali, nonostante ci sia come dappertutto uno scambio e un interesse per il fumetto europeo. Una serie piuttosto popolare è il Supa Strikas, distribuito in diversi paesi e adattato in una serie animata omonima. In Algeria c'è un'influenza dei fumetti giapponesi nelle cosiddette DZ-mangas.

## Opere

### Algeria
- Daiffa
- Brahim Guerroui
- Slim

### Camerun
- Achille Nzoda[4]
- Mayval[5]
- Hervé Nouther
- Almo the best
- Simon Mbumbo
- Christian BENGONO
- Christophe ngallé Edimo

### Repubblica del Congo
- Bob Kanza[6]
- Willy Zekid è l'autore di Papou, Takef, Cauphy Gombo, Ngouvou, Afriki , Mister Tizz e di Le 4ème coté du triangle (la Face Cachée de L'Homme)[7]

### Repubblica Democratica del Congo

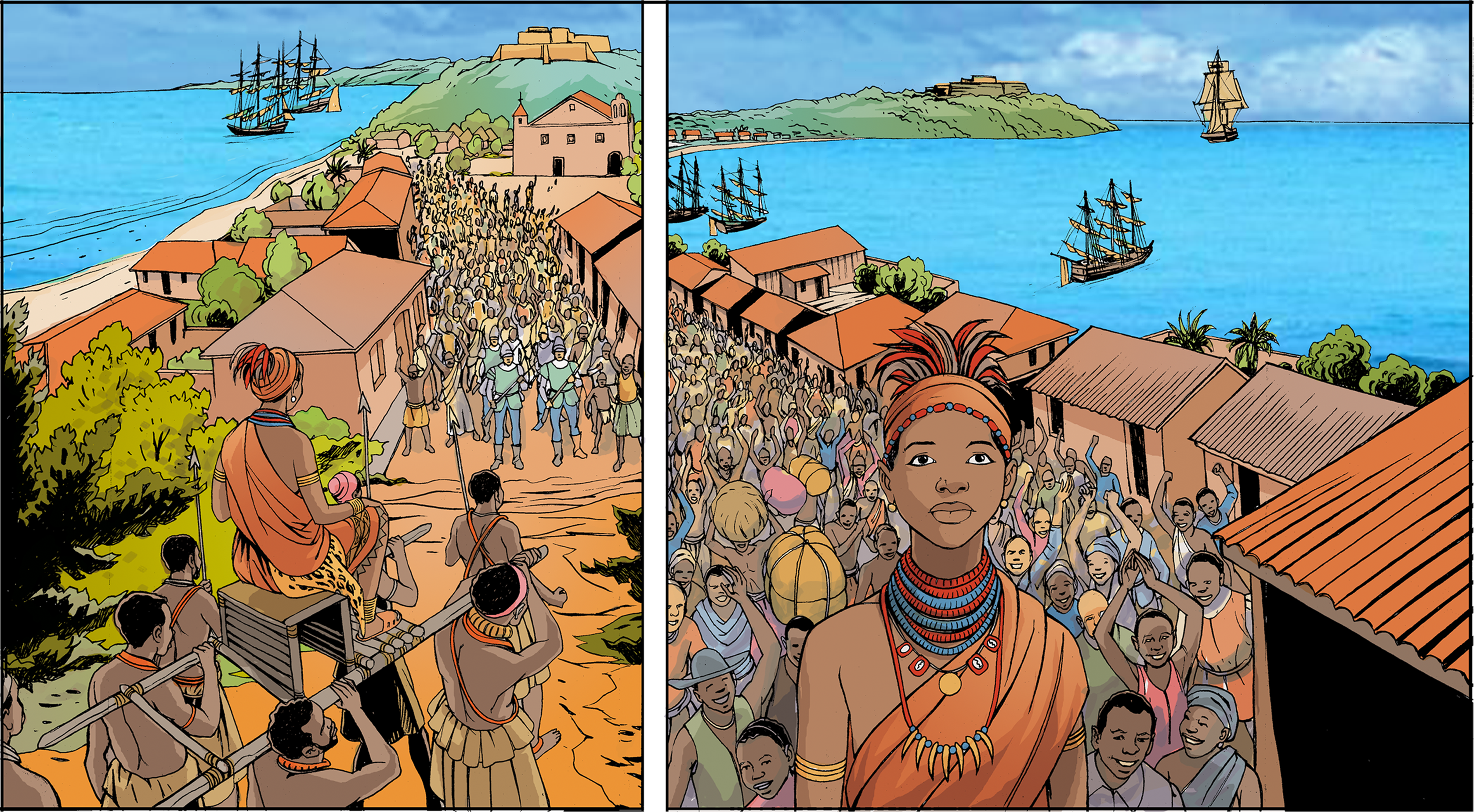
Njinga Mbandi, reine du Ndongo et du Matamba di Pat Masioni.

- Alix Fuilu
- Bary Baruti[8]
- Serge Diatantu[9]
- Tembo Kash[10]
- Curd Ridel
- Pat Masioni[11]
- Hallain Paluku[12]
- Alain Mata
- Fifi MUKUNA
- Pat Mombini
- Eric Salla
- Asimba bathy
- Jérémie Nsingi

### Comore
- Moniri[13]
- Mouridi[14]

### Costa d'Avorio
- Gilbert G. Groud
- Gbich![15]
- Titi Faustin
- Sage Tébé

### Egitto
- Metro
- Zouzou

### Gabon
- Pahé[16]

### Madagascar
- Dieudonné Rakotonomenjanahary detto Ndrematoa, autore del fumetto Vendetta, è un disegnatore e modellista presso il Centro culturale Albert Camus (CCAC) Antananarivo;
- Nono è autore del fumetto Kanto sendra-piainana
- Ngah Gérant: Tiana Ratovohery
- Ami (artiste miray) : 1980-1990 président: Richard Andriatsarafara Rabesandratana
- Soimanga (1987-2007) : Président: Alban Ramiandrisoa Ratsivalaka, Co-président: Fidèle Randriamanantena
- fumetto Mada (Association de dessinateurs de bande dessinée de Madagascar): Président: Didier Randriamanantena, Co - président: Gilbert Rakotosolofo
- Vohitsary président: alban ramiandrisoa ratsivalaka
- Abedema
- Tantsary président: michel ratovoherinirina (ramika)
- Helysoa[17]
- Rakotobe detto Nary[18] caricaturista e modellista presso L'Alliance française di Mahajanga (Madagascar)
- Richard Andriatsarafara Rabesandratana, autore dei popolari fumetti: Benandro, Ibonia, Tsimaniva, Doda sy dondrona, Tefy sy tiana
- Delano Ranaivo, il suo fumetto celebre è Lietnant Ralay
- Tiana Ratovohery, i suoi fumetti noti sono: Tadio, Naivo kely; è gérant del giornale Ngah, rivista satirica molto popolare in Madagascar
- Gilbert Rakotosolofo, autore dei noti fumetti Bobel, Paingotra, Horohoro, Herisetra, Zazavavi-drano, Ambondrombe, Navajo e Tsimatimanota, insegna a disegnare fumetti presso il "Cercle Germano Mlagasy" (CGM)
- Christian Razafindrakoto è autore del fumetto Avotra
- Zida, autore dei noti Ziva e Nofy
- Arthur Harison Hantatiana Rakotoniaina, autore di: Belamonta, Komando, Danz, Idontofetsy, Cobra
- Didier Hariniaina Ramamonjiarisoa Randriamanantena, autore di: Nampoina, Anosy, Isetra, Imboa
- Ra-Lery autore di: Boto klonina, Danz, Raleba sy rasta
- Tojo Alain Rabemanantsoa, autore dei fumetti: Malaso, Redessiné fumetto di Ratovohery Tiana, Naivo kely
- Alban Andriatiana Ramiandrisoa Ratsivalaka,ses bd populaire: Hanta, Tsy Akanjo
- Jocelyn Rajaomahefarison, ses bd popolare: Tsitana, Kalanoro, Jery, Ragafy sy ikatramo
- Alain Bruno Ranaivonjato, sa bd popolare: Siringo
- Jean De Dieu Rakotosolofo, sa bd populaire: Raleva
- Aina Razafindrakoto, sa bd populaire: Saka mainty ,Itala, dessinateur est scénariste dans le journal Ngah
- Rathers: dessinateur et scénariste dans le journal Ngah
- Richard Rakotomamonjy: dessinateur et scénariste dans le journal Ngah
- Fanoela: dessinateur et scénariste dans le journal ngah
- Michel Ratovoherinirina: dessinateur et scénariste dans le journal en ligne Kilonjy
- Mamy Andriamanohy Raharolahy, ses bd populaire: Igalingalivola, Rakoto, Anosy Fahagola
- Coco J: sa bd populaire: Inspektera Toky
- Rodolphe Philippe Randriamanantsoa, sa bd populaire: Imija
- Elisé Ranarivelo, sa bd populaire: Profesora mahiratra. actuellement, dessinateur et caricaturiste dans le Journal Express de Madagascar
- Zandry, dessinateur et scénariste dans le journal Ngah
- Jas Honoré, sa bd populaire: Jabibah
- Rabry, sa bd populaire: Rabeza Sn
- Hugues Rufin Matio Ranaivojaona, sa bd populaire: Raid 4x4
- Herizo Tsiorindrainibe Andrianasolo detto Ramafa caricaturiste dans le journal Les Nouvelles Madagascar
- Feno Ratovoniaina auteur de bd et graphiste
- Mamitiana auteur de bd et graphiste
- Anselme René Razafindrainibe sa bd: Retour d'Afrique
- Jean Aimé Razafindrainibe detto Aimé Razafy, caricaturiste dans le jouranl la gazette das la grande île et Madagascar Tribune
- Fidèle Randriamanantena detto Randria ancien caricaturiste et auteur de bd dans le journal Midi Madagascar et journal Soimanga, actuellement il est dessinateur et maquettiste dans une ong americaine à Antananarivo
- Sary92 gérant: Lucke Razakarivony
- Laurence Ramiandrisoa Ratsivalaka auteur de bd dans le journal Fararano et journaliste
- Rakotomalala auteur de bd dans le journal Fararano
- Jean Ramamonjisoa créateur de la première bande dessinée malagasy Ombalahibemaso
- Rahajarizafy scénariste de Ombalahibemaso
- Tsiory Thibaut g Randriamanantena sa bd: Vazimba
- Efraima Ramanantsoa sa bd: Fotsy le sifaka, professeur de bande dessinée à l'Alliance Française d'Antananarivo et professeur de dessin animé au Cercle Germano Malagasy (CGM)
- Xhi et Ma sa bd: Besorongola

### Mauritius
- Eric Koo[19]
- Li-AN[20]
- Pov[21]
- LAVAL NG

### Repubblica Togolese
Ricordiamo i fratelli Accoh Anani e Accoh Mensah, vincitori nel 2005 del Premio Africa e Mediterraneo per il miglior fumetto inedito di autore africano 2005-2006, sezione “Fumetto creativo a soggetto libero”. I due fratelli riprendono le leggende e i racconti africani e li ripropongono rivisitati tramite i fumetti.

### Ciad
- Samy
- Adji Moussa
- Adjim Danngar[23]

## Influenze in Italia
In Italia si è iniziato a parlarne a Bologna nel 2002, all'interno della manifestazione "Matite Africane, fumetti e vignette dall'Africa" ed è avviato il progetto Africa Comics, al cui interno si organizza biennalmente il Premio Africa e Mediterraneo per il migliore fumetto inedito di autore africano.